# Aeroportul Tacheng
Aeroportul Tacheng (IATA: TCG, ICAO: ZWTC) este un aeroport din Xinjiang, Republica Populară Chineză ce deservește zona Tacheng⁠(d). Aeroportul a fost tranzitat în 2022 de 101.844 de pasageri. A fost numit după zona deservită.
Situat la o altitudine de 604 m, aeroportul dispune de o singură pistă.